# アカマユインコ
アカマユインコ(Psitteuteles iris)は、鳥綱インコ目Psittaculidae科Psitteuteles属に分類される鳥類。

## 分布
インドネシア（ウェタル島、ティモール島）、東ティモール

## 形態
全長20 - 22センチメートル。

## 分類
以下の分布・分類はIOC World Bird List (v10.1)に従う。
Psitteuteles iris iris (Temminck, 1835)
ティモール島
頭部は赤い。眼から耳孔を被う羽毛（耳羽）にかけて、青紫色の帯模様が入る。頬は黄緑色。
Psitteuteles iris wertterensis (Hellmayr, 1912) ウェイターズアカインコ
ウェタル島
頭部は暗赤色で、灰青色が混じる。額の赤色部が大型で、頭頂の青色部が小型。頬の前部は青みがかった赤褐色。

## 生態
標高1,500メートル以下にある、一次林・樹高の高い二次林・森林に隣接した農耕地などに生息する。食物となる、開花した樹木に集まる。
飼育下では、1回に2個の卵を産んだ例がある。飼育下での抱卵期間は23日。孵化後67日で巣立った例がある。

## 人間との関係
森林伐採による生息地の破壊や、狩猟による影響が懸念されている。1981年に、インコ目単位でワシントン条約附属書IIに掲載されている。1989年に欧州諸共同体(EC)では、インドネシアからの本種の輸入を禁止している。